# Parchim

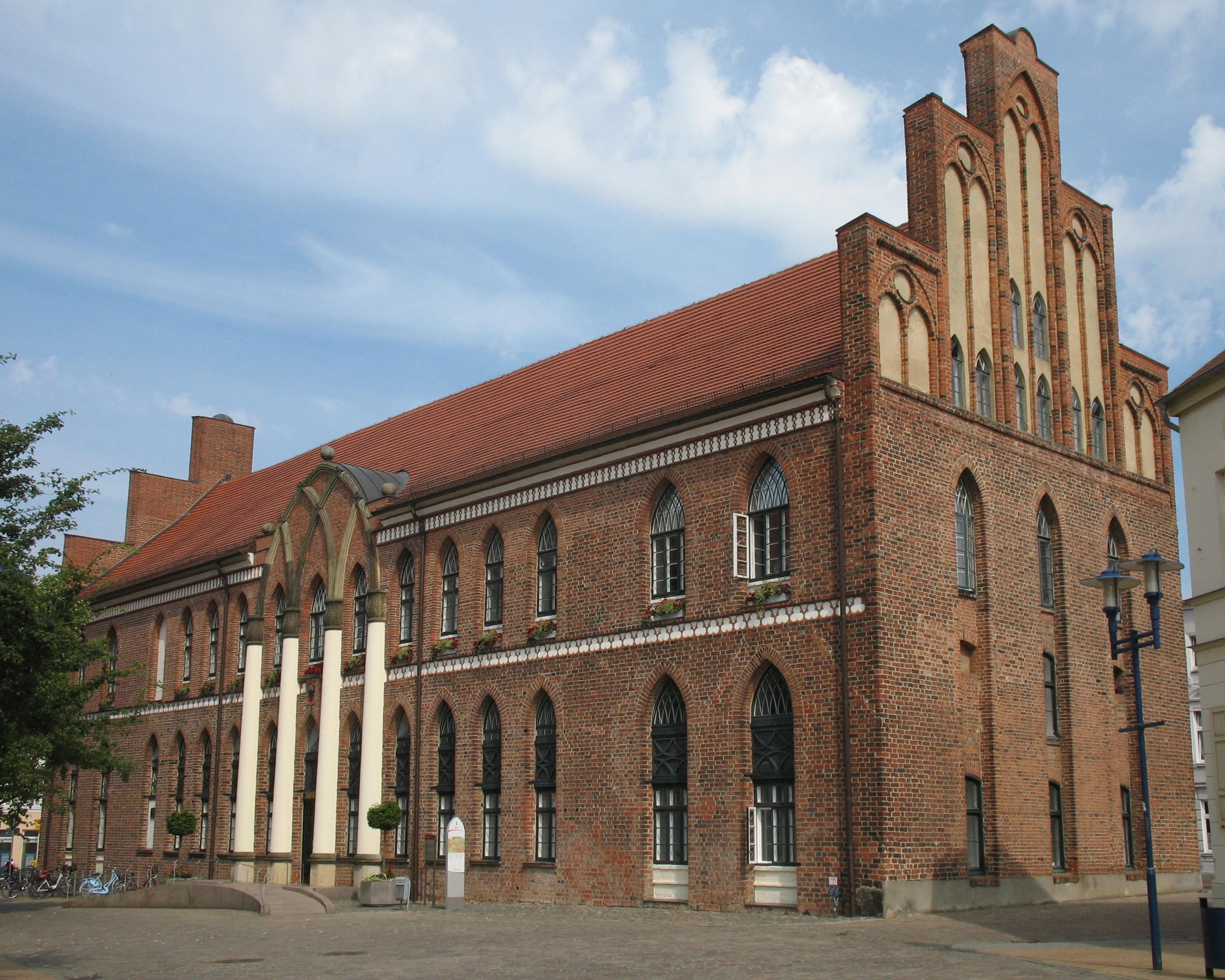

Parchim este un oraș din Mecklenburg-Pomerania Inferioară, Germania, reședința districtului Ludwigslust-Parchim.

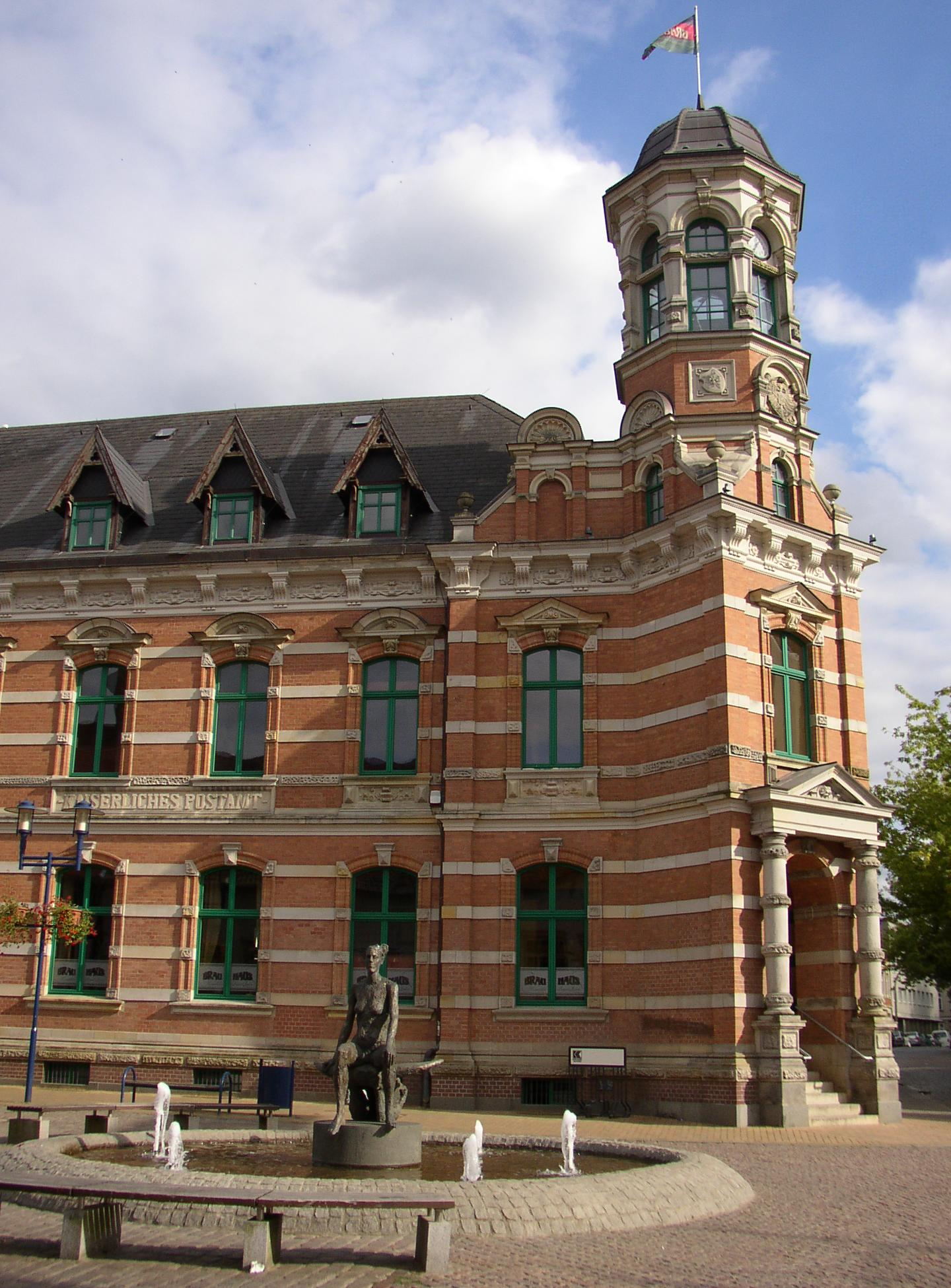
Oficiu postal

1. ↑  Alle politisch selbständigen Gemeinden mit ausgewählten Merkmalen am 31.12.2018 (4. Quartal) (în germană), Statistisches Bundesamt[*], arhivat din original la 10 martie 2019, accesat în 10 martie 2019